# Шест сигма
Шест сигма (на английски: Six sigma) е стратегия за управление на качеството, въведена от Motorola през 1986 г. и популяризирана в средата на 1990-те години, след като американският предприемач Джек Уелч я приложил като ключова стратегия в General Electric (на която компания е генерален директор от 1981 до 2001 г.) Названието произлиза от статистическото понятие средноквадратично или стандартно отклонение, означавано с гръцката буква сигма (σ). Зрелостта на производствения процес в тази концепция се описва като σ-рейтинг на отклоненията, или чрез процента на бездефектната продукция на изхода. Така, процесът за управление на качеството 6σ на изхода дава 99,99966 % произведени единици без дефекти, или не повече от 3,4 дефектни единици на 1 милион операции. Motorola установява като цел постигането на показател за качество (статистическата вероятност за дефект) да се свали до ниво 6σ за всички производствени процеси, и именно това ниво и дава наименованието на концепцията.
В таблицата са представени σ-нивата.
| σ ниво | Дефекти на милион | Процент дефектни | Процент качествени | Краткосрочно Cpk | Дългосрочно Cpk |
| ------ | ----------------- | ---------------- | ------------------ | ---------------- | --------------- |
| 1      | 691 462           | 69%              | 31%                | 0,33             | -0,17           |
| 2      | 308 538           | 31%              | 69%                | 0,67             | 0,17            |
| 3      | 66 807            | 6,7%             | 93,3%              | 1,00             | 0,5             |
| 4      | 6210              | 0,62%            | 99,38%             | 1,33             | 0,83            |
| 5      | 233               | 0,023%           | 99,977%            | 1,67             | 1,17            |
| 6      | 3,4               | 0,00034%         | 99,99966%          | 2,00             | 1,5             |
| 7      | 0,019             | 0,0000019%       | 99,9999981%        | 2,33             | 1,83            |

Концепцията включва процес, целящ намаляване на дефектите в продукцията, чрез свиване на вариацията. Използват се два основни варианта:
- DMAIC
  - Define – определяне
  - Measure – измерване
  - Analysis – анализ
  - Improve – подобряване
  - Control – контрол

- DMADV
  - Define – определяне
  - Measure – измерване
  - Analysis – анализ
  - Design – дизайн на детайлите
  - Verify – верификация

Представлява статистически метод за подобряване на качеството на процесите от гледна точка на потребителите. Той определя нива на обслужване и измерва отклоненията от тях.
Проектите преминават през пет фази: определяне, измерване, анализ, подобрение и контрол.
Методът Design for Six Sigma се отнася до принципите на създаване на бездефектни продукти и услуги. Той помага на организациите да съсредоточат усилията си върху качеството във всеки аспект на тяхната дейност. Терминът „сигма“ се отнася до отклонението от идеалното ниво на работа, като всяко ниво на сигма, започвайки от 1, позволява допускането на все по-малко дефекти. Сигма 6 е близък до идеалния случай, като изисква постигането на едва 3,4 дефектни единици на милион произведени или 999 996,6 изправни изделия.